# Plagioecia ambigua
Plagioecia ambigua är en mossdjursart som beskrevs av Osburn 1953. Plagioecia ambigua ingår i släktet Plagioecia och familjen Plagioeciidae. Inga underarter finns listade i Catalogue of Life.